# Estadio Vicente Rosales
El Estadio Vicente Rosales es un estadio cubierto ubicado en La Banda, provincia de Santiago del Estero. Es propiedad del Club Ciclista Olímpico de la misma ciudad, el cual lo utiliza para sus partidos de básquet y eventualmente para otros deportes, como el vóley.
Fue inaugurado en 1980, cuando el básquet se popularizó en la provincia. A lo largo de su existencia ha sufrido diversas modificaciones para adecuarse a las medidas solicitadas, como colocación de butacas o la colocación de aire acondicionado en las cabinas de prensa. Entre estas modificaciones, se destaca la colocación de un sistema de refrigeración general para todo el recinto, modificación que vino acompañada por una optimización en el sistema lumínico y la colocación de un barniz antideslizante sobre el parqué.
Otro suceso destacable fue la voladura de parte del techo durante un temporal que azotó la provincia, lo cual llevó al club a tener que utilizar el Estadio Ciudad de Santiago del Estero durante un breve tiempo.
En 2016 se cambia el suelo y se colocan pisos «Robbins», los mismos que son utilizados en la NBA y NCAA. Con el cambio de superficie se buscó un mejor rendimiento para los deportistas por las características que el mismo presenta.